# Cardiocondyla cristata
Cardiocondyla cristata é uma espécie de formiga do gênero Cardiocondyla, pertencente à subfamília Myrmicinae.